# 1-noneen
Noneen is een alkeen met formule C9H18. Het is een heldere, kleurloze vloeistof, die drijft op water en ruikt naar benzine. Er bestaan veel isomeren van noneen, al naargelang de plaats van de dubbele binding C=C en de vertakkingen van de molecule. Industrieel het meest van belang zijn de trimeren van propeen, die een mengsel vormen dat dient voor alkylatie van fenol om nonylfenol te produceren voor detergenten.
Etheen · Propeen · Buteen · Penteen · Hexeen · Hepteen · Octeen · Noneen · Deceen